# Monte Rosa
 For alternative betydninger, se Monte Rosa (flertydig). (Se også artikler, som begynder med Monte Rosa)
Monte Rosa er et bjergmassiv på grænsen mellem Schweiz (kantonen Valais) og Italien (regionerne Piemonte og Valle d'Aosta). Den højeste bjergtop er Dufourspitze (it. La Punta Dufour, fr. Pointe Dufour) der er 4.634 m.o.h. Det er det højeste bjerg i Schweiz og det næsthøjeste i Italien. Det højeste bjerg i Italien er Monte Bianco.
Første bestigning fandt sted 1. august 1855. Bestigerne var bl.a. Charles Hudson, J. Smyth, C. Smyth.
Området er et skisportssted fra Zermatt og Cervinia i Italien.